# 동경 147도
동경 147도(東經147度)는 본초 자오선에서 동쪽으로 147도 떨어진 경선이다. 북극점에서 시작하여 북극해와 러시아, 태평양, 오스트랄라시아, 인도양, 남극해, 남극을 거쳐 남극점에 이른다.
동경 147도는 서경 33도와 이어져 지구의 둘레를 이룬다.

## 지나가는 지역
북극점에서 남극점까지 동경 147도선은 다음 지역을 지나간다.
| 좌표                                                    | 나라, 지역, 해역 | 주석 |
| ------------------------------------------------------- | ---------------- | --- |
| 북위 90° 0′ 동경 147° 0′  / 북위 90.000° 동경 147.000°  | 북극해           | |
| 북위 76° 37′ 동경 147° 0′  / 북위 76.617° 동경 147.000° | 동시베리아해     | |
| 북위 75° 19′ 동경 147° 0′  / 북위 75.317° 동경 147.000° | 러시아           | 사하 공화국 — 노바야시비리섬 |
| 북위 75° 3′ 동경 147° 0′  / 북위 75.050° 동경 147.000°  | 동시베리아해     | |
| 북위 72° 14′ 동경 147° 0′  / 북위 72.233° 동경 147.000° | 러시아           | 사하 공화국 마가단주 — 북위 64° 8′ 동경 147° 0′  / 북위 64.133° 동경 147.000° 부터 |
| 북위 59° 22′ 동경 147° 0′  / 북위 59.367° 동경 147.000° | 오호츠크해       | |
| 북위 44° 35′ 동경 147° 0′  / 북위 44.583° 동경 147.000° | 쿠릴 열도        | 이투루프섬 - 러시아(사할린주)의 영토이지만 일본(홋카이도)이 영유권을 주장함 |
| 북위 44° 27′ 동경 147° 0′  / 북위 44.450° 동경 147.000° | 태평양           | 쿠릴 열도 시코탄섬(북위 43° 50′ 동경 146° 55′  / 북위 43.833° 동경 146.917° ) 바로 동쪽을 지나감 미크로네시아 연방 사타왈섬(북위 7° 21′ 동경 147° 2′  / 북위 7.350° 동경 147.033° ) 바로 서쪽을 지나감 |
| 남위 1° 58′ 동경 147° 0′  / 남위 1.967° 동경 147.000°   | 파푸아뉴기니     | 마누스섬 |
| 남위 2° 12′ 동경 147° 0′  / 남위 2.200° 동경 147.000°   | 태평양           | 비스마르크해 |
| 남위 5° 15′ 동경 147° 0′  / 남위 5.250° 동경 147.000°   | 파푸아뉴기니     | 롱섬 |
| 남위 5° 22′ 동경 147° 0′  / 남위 5.367° 동경 147.000°   | 태평양           | 비스마르크해 |
| 남위 5° 56′ 동경 147° 0′  / 남위 5.933° 동경 147.000°   | 파푸아뉴기니     | |
| 남위 6° 44′ 동경 147° 0′  / 남위 6.733° 동경 147.000°   | 솔로몬해         | 휴온만 |
| 남위 7° 0′ 동경 147° 0′  / 남위 7.000° 동경 147.000°    | 파푸아뉴기니     | |
| 남위 9° 18′ 동경 147° 0′  / 남위 9.300° 동경 147.000°   | 산호해           | |
| 남위 19° 15′ 동경 147° 0′  / 남위 19.250° 동경 147.000° | 오스트레일리아   | 퀸즐랜드주 뉴사우스웨일스주 — 남위 29° 0′ 동경 147° 0′  / 남위 29.000° 동경 147.000° 부터 빅토리아주 — 남위 36° 5′ 동경 147° 0′  / 남위 36.083° 동경 147.000° 부터                                     |
| 남위 38° 32′ 동경 147° 0′  / 남위 38.533° 동경 147.000° | 배스 해협        | 오스트레일리아 태즈메이니아주 호건섬(남위 39° 13′ 동경 146° 59′  / 남위 39.217° 동경 146.983° ) 바로 동쪽을 지나감                                                                                     |
| 남위 40° 59′ 동경 147° 0′  / 남위 40.983° 동경 147.000° | 오스트레일리아   | 태즈메이니아주 |
| 남위 43° 26′ 동경 147° 0′  / 남위 43.433° 동경 147.000° | 태평양           | 오스트레일리아 정부는 이 해역도 남극해로 취급한다.[1][2] |
| 남위 60° 0′ 동경 147° 0′  / 남위 60.000° 동경 147.000°  | 남극해           | |
| 남위 67° 54′ 동경 147° 0′  / 남위 67.900° 동경 147.000° | 남극             | 오스트레일리아가 영유권을 주장하는 오스트레일리아령 남극 지역 |

## 같이 보기
- 동경 146도
- 동경 148도